# Eddy Sylvestre
Eddy Sylvestre Negadi, noto semplicemente come Eddy Sylvestre (Aubagne, 29 agosto 1999), è un calciatore francese, centrocampista del Grenoble.

## Caratteristiche tecniche
È un trequartista.

## Carriera
Cresciuto nel settore giovanile dell'Olympique Marsiglia, ha esordito con la seconda squadra del club francese il 13 agosto 2016 disputando l'incontro di CFA vinto 2-0 contro il Monaco 2 e trovando subito la prima rete in carriera.
Nel luglio 2017 viene acquistato a parametro zero dal Nizza.
Il 22 dicembre 2018 esordisce in Ligue 1 subentrando ad Adrien Tameze al 67' dell'incontro perso 2-0 contro lo Strasburgo.

## Statistiche
Statistiche aggiornate al 27 ottobre 2023.

### Presenze e reti nei club
| Stagione        | Squadra               | Campionato      | Campionato | Campionato | Coppe nazionali | Coppe nazionali | Coppe nazionali | Coppe continentali | Coppe continentali | Coppe continentali | Altre coppe | Altre coppe | Altre coppe | Totale | Totale | Totale |
| Stagione        | Squadra               | Comp            | Pres       | Reti       | Comp            | Pres            | Reti            | Comp               | Pres               | Reti               | Comp        | Pres        | Reti        | Pres   | Reti   |        |
| --------------- | --------------------- | --------------- | ---------- | ---------- | --------------- | --------------- | --------------- | ------------------ | ------------------ | ------------------ | ----------- | ----------- | ----------- | ------ | ------ | ------ |
| 2016-2017       | Olympique Marsiglia 2 | CFA             | 13         | 1          |                 | -               | -               |                    | -                  | -                  |             | -           | -           | 13     | 1      |        |
| 2017-2018       | Nizza 2               | N2              | 11         | 0          |                 | -               | -               |                    | -                  | -                  |             | -           | -           | 11     | 0      |        |
| 2018-2019       | Nizza 2               | N2              | 18         | 2          |                 | -               | -               |                    | -                  | -                  |             | -           | -           | 18     | 2      |        |
| ago. 2019       | Nizza 2               | N3              | 1          | 0          |                 | -               | -               |                    | -                  | -                  |             | -           | -           | 1      | 0      |        |
| Totale Nizza 2  | Totale Nizza 2        | Totale Nizza 2  | 30         | 2          |                 | -               | -               |                    | -                  | -                  |             | -           | -           | 30     | 2      |        |
| 2018-2019       | Nizza                 | L1              | 5          | 0          | CF+CdL          | 1+0             | 0               |                    | -                  | -                  |             | -           | -           | 6      | 0      |        |
| ago. 2019       | Nizza                 | L1              | 1          | 0          |                 | -               | -               |                    | -                  | -                  |             | -           | -           | 1      | 0      |        |
| 2019-2020       | Auxerre               | L2              | 16         | 2          | CF              | -               | -               |                    | -                  | -                  |             | -           | -           | 16     | 2      |        |
| 2019-2020       | Auxerre 2             | N3              | 1          | 0          |                 | -               | -               |                    | -                  | -                  |             | -           | -           | 1      | 0      |        |
| giu.-ott. 2020  | Nizza                 | L1              | 4          | 0          |                 | -               | -               |                    | -                  | -                  |             | -           | -           | 4      | 0      |        |
| Totale Nizza    | Totale Nizza          | Totale Nizza    | 10         | 0          |                 | 1               | 0               |                    | -                  | -                  |             | -           | -           | 11     | 0      |        |
| ott. 2020-2021  | Standard Liegi        | D1              | 1          | 0          |                 | -               | -               | UEL                | -                  | -                  |             | -           | -           | 1      | 0      |        |
| 2021-2022       | Pau                   | L2              | 28         | 0          | CF              | 1               | 0               |                    | -                  | -                  |             | -           | -           | 29     | 0      |        |
| 2022-2023       | Pau                   | L2              | 34         | 1          | CF              | 3               | 0               |                    | -                  | -                  |             | -           | -           | 37     | 1      |        |
| Totale Pau      | Totale Pau            | Totale Pau      | 62         | 1          |                 | 4               | 0               |                    | -                  | -                  |             | -           | -           | 66     | 1      |        |
| 2023-2024       | Grenoble              | L2              | 10         | 0          | CF              | -               | -               |                    | -                  | -                  |             | -           | -           | 10     | 0      |        |
| Totale carriera | Totale carriera       | Totale carriera | 143        | 6          |                 | 5               | 0               |                    | -                  | -                  |             | -           | -           | 148    | 6      |        |